# Mehmed Esad Efendi (1789-1848)
Ṣaḥḥāflar Şeyẖizāde Meḥmed Esʿad Effendi (1789-1848) fou un historiador otomà
Després d'ocupar diversos càrrecs i oficis va esdevenir vakanüvis (historiador oficial o analista) el 1807 i va compilar una història de l'Imperi Otomà entre el setembre de 1821 i el juliol de 1826), continuant la feina d'altres historiadors com Ahmad Asim